# Cano Estremera
Cano Estremera (né Carlos Enrique Estremera Colón à San Juan (Porto Rico) le 2 septembre 1958 et mort le 28 octobre 2020) est un chanteur  portoricain de salsa.
Albinos, il est surnommé « Cano », mot espagnol pour quelqu'un qui a les cheveux blancs.

## Biographie
Cano Estremera a développé son talent de chanteur à Las Casas, où  Daniel Santos, Andy Montañez et Ossie Ocasio ont également grandi. 
Tout comme Héctor Lavoe, Cano Estremera est influencé par les chanteurs de Jibaro.
Et tout comme Marvin Santiago, Gilberto Santa Rosa, Oscar D'León et d'autres chanteurs de salsa, il peut improviser des dizaines de soneos. Vers la fin de la carrière, il s'autoproclame «Dueño del soneo".
En 1978, Cano Estremera rejoint Bobby Valentín en remplacement de Luiggi Texidor, l'ancien chanteur de La Sonora Ponceña. Il a enregistré six albums avec Bobby Valentin (et notamment le tube La boda de ella), avant de jouer avec son propre groupe en 1984 (avec qui il signe son tube le plus connu, El Toro).
Cano Estremera est parti en tournée en Amérique latine en 1989 (Porto Rico, Pérou, …).
Cano Estremera a participé à des "battles" de "soneo" avec d'autres chanteurs de salsa, la plus célèbre étant celle avec Domingo Quiñones.
Il a été banni deux fois de scène pour avoir employé des jurons.
En 2003, il a fêté ses vingt ans de carrière.

## Discographie
- 1986 : El Niño De Oro
- 1988 : Salvaje '88
- 1989 : Dueño del Soneo, Vol.1
- 1990 : Dueño del Soneo, Vol.2
- 1991 : Éxitos del dueño del Soneo
- 1994 : Cambio de Sentido
- 1996 : Punto y Aparte
- 1998 : Encuentro Histórico
- 1999 : Diferente
- 1999 : Sonora Ponceña 45 Años
- 2002 : Opera Ecuajey Vol.1
- 2003 : Puerto Rican Maestra, La Historia de la Salsa

### AvecBobby Valentín
- 1978 : Bobby Valentín presenta al Cano Estremera, La Boda de Ella
- 1979 : Bobby Valentín, El Gato
- 1980 : Bobby Valentín'
- 1981 : Siempre en Forma
- 1982 : Bobby Valentín presenta a Cano Estremera
- 1983 : Brujería, Bobby Valentín
- 1984 : Cano Estremera con la Orquesta Bobby Valentín, en Acción